# Pokrajina Cuneo
Pokrajina Cuneo (v italijanskem izvirniku Provincia di Cuneo, izg. Provinča di Kùneo) je ena od osmih pokrajin, ki sestavljajo italijansko deželo Piemont. Meji na severu z metropolitanskim mestom Torino, na vzhodu s pokrajino Asti, na jugu z deželo Ligurija in na zahodu s Francijo.

## Večje občine
Glavno mesto je Cuneo, ostale večje občine so (podatki 31.12.2006):
| Mesto              | Prebivalcev |
| ------------------ | ----------- |
| Cuneo              | 54.914      |
| Alba               | 30.083      |
| Bra                | 28.819      |
| Fossano            | 24.198      |
| Mondovì            | 22.068      |
| Savigliano         | 20.456      |
| Saluzzo            | 16.153      |
| Borgo San Dalmazzo | 11.000      |

## Naravne zanimivosti
V enajstem stoletju sta se za ozemlje današnje pokrajine Cuneo prepirala škof mesta Asti in markiz mesta Saluzzo [salùco]. Nekateri kmetje, ki so se hoteli otresti njihove nadvlade, so si poiskali odročen kraj in leta 1198 ustanovili svobodno komuno. Ta "odročen kraj" je bila končnica ozemlja, ki leži med rekama Stura in Gesso in ki ima obliko zagozde med vodami. Komuna se je zato poimenovala Pizzo di Cuneo, kar pomeni dobesedno špica zagozde. To je bil zametek današnjega glavnega mesta pokrajine, Cuneo, ki torej pomeni Zagozda.
Seznam zaščitenih področij v pokrajini:
- Krajinski park Alta Valle Pesio e Tanaro (Parco naturale della Alta Valle Pesio e Tanaro)
- Krajinski park Alpi Marittime (Parco naturale delle Alpi Marittime)
- Naravni rezervat Rocca di Cavour (Riserva naturale speciale Rocca di Cavour)
- Naravni rezervat Ciciu del Villar (Riserva naturale speciale dei Ciciu del Villar)
- Mokrišče Crava Morozzo (Riserva naturale speciale dell' Oasi di Crava Morozzo)
- Naravni rezervat Sorgenti del Belbo (Riserva naturale speciale delle Sorgenti del Belbo)

## Zgodovinske zanimivosti
Prvi alpski predor med Italijo in Francijo je bil ročno izkopan leta 1480. Imenuje se Buco di Viso (= Luknja v Monvizu), nahaja se na višini 2882 metrov nadmorske višine, je 75 m dolg, 2 m visok in 3 m širok. Zgraditi ga je dal Ludvik II., markiz mesta Saluzzo, da bi skrajšal pot do Francije in s tem pospešil trgovske zveze. Predvsem je bil potreben za redno oskrbovanje pokrajine s soljo, saj so bili alpski prelazi večkrat zaprti zaradi snega. Razen tega so bile mitnine na prelazih tako visoke, da se je podvig tudi ekonomsko splačal. To je bilo posredno potrjeno, ko je leta 1588 pokrajina prišla pod Savojce, ki so imeli nadzor nad prelazi in so zato predor kar zaprli, da ne bi delal konkurence. Danes je Luknja še vedno prehodna, peš seveda.